# グリエフスク (カリーニングラード州)

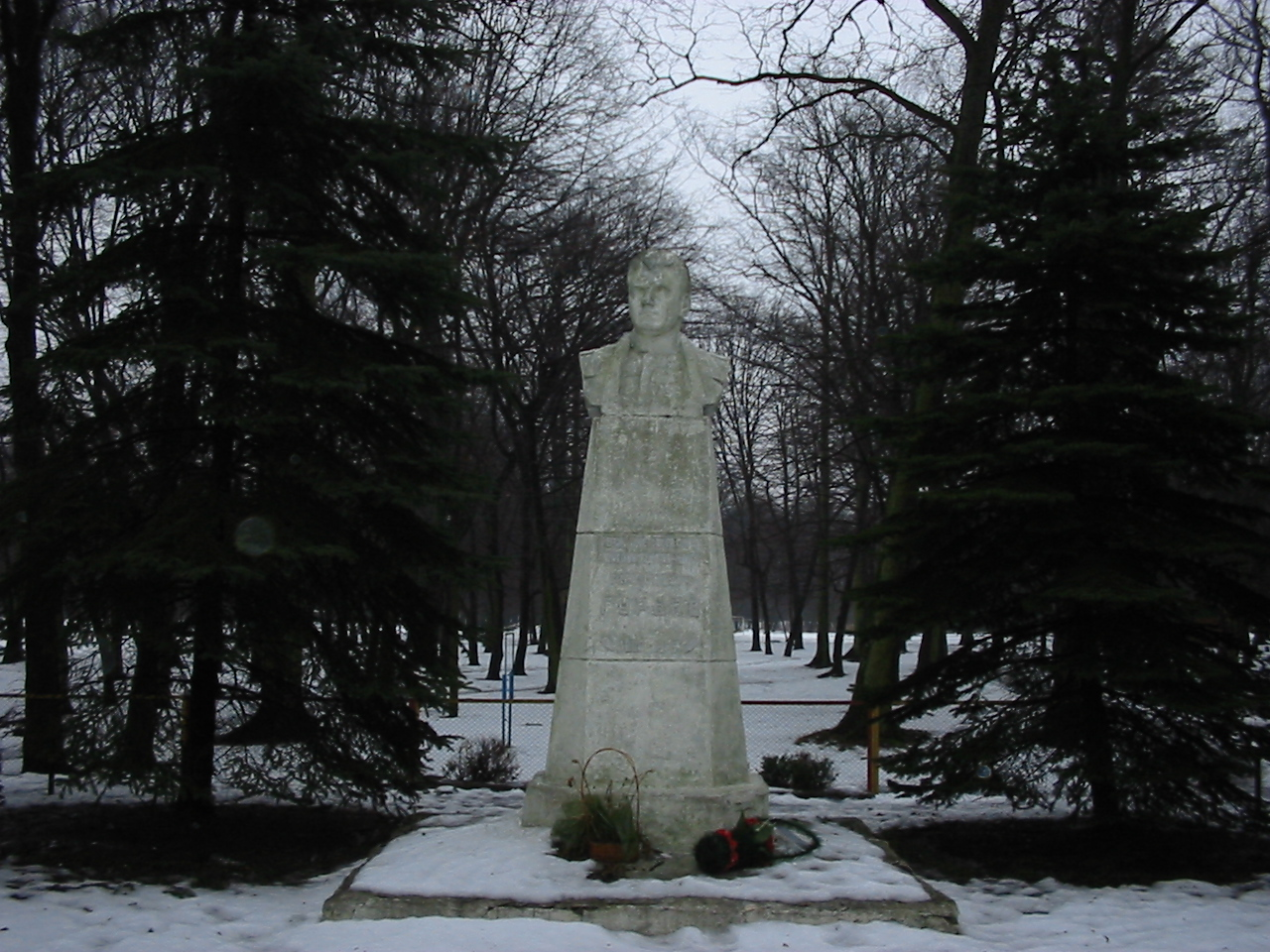
グリエフの胸像

グリエフスク（グーリエフスク、ロシア語: Гу́рьевск, Guryevsk, リトアニア語: Romuva, ポーランド語: Nowy Dwór Pruski）は、ロシアのカリーニングラード州西部の都市。人口は2万6760人（2021年）。
歴史的には東プロイセンに属し、1946年まではノイハウゼン（ドイツ語: Neuhausen）の名で知られた。州都カリーニングラード（ケーニヒスベルク）からは北東へ7キロメートルの位置にある。

## 歴史
13世紀にプルーセン人を征服したドイツ騎士団により1262年にノイハウゼンの町が建てられた。16世紀の記録では、Neuhauß, Neuhausen, Newghaus などの表記が見られる。古プロイセン語の地名であった「Romow」または「Ramawan」は聖なる森の意味で、キリスト教以前の聖地があったとみられる。1525年にはプロシア公領の一部となり、1701年にはプロイセン王国の一部になった。
1945年に第二次世界大戦が終わると東プロイセン北部はソビエト連邦に編入された。すでに住民の多くはドイツ本土へ逃げ、残っていたドイツ人もドイツへ追放されソ連各地からの移住者に置き換わった。1946年、ケーニヒスベルクの戦いでソ連邦英雄となったもののピラウ（現在のバルチースク）で戦死した赤軍軍人ステパン・グリエフの栄誉をたたえグリエフスクと改名された。

## 産業と交通
グリエフスクには石油精製所がある。町からカリーニングラード空港（ハラブロヴォ空港）からは遠くない。またカリーニングラードから北東のソヴィエツク（ティルジット）へ向かう道路と鉄道が通る。

## 姉妹都市
- ゴレニュフ、ポーランド
- Olecko、ポーランド
- Shchuchyn、ベラルーシ
- Delbrück、ドイツ